# Бристол (Вирџинија)
Бристол (енгл. Bristol) град је у америчкој савезној држави Вирџинија. По попису становништва из 2010. у њему је живело 17.835 становника.

## Демографија
Према попису становништва из 2010. у граду је живело 17.835 становника, што је 468 (2,7%) становника више него 2000. године.
|                   | 2010.           | 2000.           |
| Укупно            | 17 835 (100,0%) | 17 367 (100,0%) |
| Белци             | 16 099 (90,27%) | 15 964 (91,92%) |
| Афроамериканци    | 1 009 (5,657%)  | 967 (5,568%)    |
| Остали            | 384 (2,153%)    | 203 (1,169%)    |
| Хиспаноамериканци | 221 (1,239%)    | 169 (0,973%)    |
| Азијати           | 122 (0,684%)    | 64 (0,369%)     |